# 九降風 (電影)
《九降風》是一部刻劃1990年代台灣青春校園電影，由林書宇所執導，鳳小岳、王柏傑、初家晴、邱翊橙（毛弟）等新生代演員演出，監製曾志偉以及前中華職棒球星廖敏雄也在本片中特別演出。
拍攝場景主要以新竹縣的竹東高中為主，電影在2008年香港國際電影節舉行首映，於2008年6月6日在台灣上映。電影小說由女配角之一的演員紀培慧執筆撰寫。

## 劇情大綱
故事背景為1990年代的台灣，描述竹東高中七個男學生的青春。他們平常總是一起玩樂，或游泳打球、或抽菸喝酒，他們特別熱衷於棒球，經常結夥去看球場上看球，也蒐集棒球卡。
在某次因為感情糾紛，和其他青少年起衝突時，小湯替阿彥挨了對方一下，弄得頭破血流，但阿彥事後玩笑以對，兩人的感情不再和睦，小湯也不和其他哥兒們一起看球。而這次感情糾紛也讓阿彥的女友小芸心生猜疑。
在球場上，阿彥等人認為球賽不好看，或許在打假球，便不等比賽比完就離場。他們在出口遇到小湯，阿彥給小湯一顆中華職棒時報鷹隊球員廖敏雄的簽名球，兩人和好如初。小湯受小芸請託，把一封她寫的信交給阿彥，但他還來不及把信交出，兩人就在返家時遭遇車禍，阿彥昏倒在地。在阿彥清醒後，他因為無照駕駛而不想把事鬧大，便和大家一起回家玩樂，但不久後便昏迷並送醫治療。之後，職棒假球事件越演愈烈。
在阿彥倒下之後，餘下的哥兒們也發生爭執。阿昇騎了博助偷來的車，被警方逮捕後，他不想讓博助被退學，便想幫博助頂罪。之後阿行也出面頂罪，但教官不採信。阿行看不起不敢擔下偷車罪行的博助，當著全校拿球棒追他，但阿行打不了手。阿彥斷氣了，一幫兄弟就此分崩離析。
某日小湯來到阿彥房間，看到裡面放著一整箱簽有「廖敏雄」的簽名球，他才知道自己收到的簽名球是阿彥反覆練習偽造簽名的成果。在畢業歌聲中，小湯抱著那箱球到球場上，巧遇自己的偶像廖敏雄，廖敏雄提議兩人來玩棒球，小湯便站上投手丘，將箱中的球一顆、一顆地投出。

## 演員列表
| 演員           | 角色   | 暱稱 |
| -------------- | ------ | ---- |
| 鳳小岳         | 鄭希彥 | 阿彥 |
| 張捷           | 湯啟進 | 小湯 |
| 初家晴         | 黃芸晴 | 小芸 |
| 王柏傑         | 李曜行 | 阿行 |
| 林祺泰         | 林敬超 | 超人 |
| 沈威年         | 林博助 | 博助 |
| 邱翊橙（毛弟） | 謝志昇 | 阿昇 |
| 紀培慧         | 沈培馨 | 培培 |
| 李岳承         | 黃正翰 | 胖子 |

特別演出：廖敏雄、曾志偉、李珊珊、陸弈靜、劉品言、柯宇綸、鄭有傑、黃健瑋、高英軒

## 製作
《九降風》拍攝時得到中華民國行政院新聞局輔導金500萬元，總預算共花費1300萬元新台幣拍攝，拍攝場景也以新竹週遭地區和竹東高中為主，原本該電影的校園場景是選擇在導演林書宇的母校、新竹市的國立科學工業園區實驗高級中學進行拍攝，但因實中教室設備過於新穎，而無法呈現90年代懷舊的教室復古感，最後選擇竹東高中校園為拍攝場景。
劇中角色跳的泳池則是位在新竹中學，還有騎車經過西大路地下道等地點。

## 獎項
| 影展                 | 獎項                     | 受獎者         |
| -------------------- | ------------------------ | -------------- |
| 第10屆台北電影獎     | 劇情長片評審團特別獎     | 九降風         |
| 第10屆台北電影獎     | 劇情長片最佳新人獎       | 王柏傑         |
| 第10屆台北電影獎     | 劇情長片最佳編劇獎       | 林書宇、蔡宗翰 |
| 第10屆台北電影獎     | 媒體推薦獎               | 九降風         |
| 第11屆上海國際電影節 | 「亞洲新人獎」最佳影片獎 | 九降風         |
| 第45屆金馬獎         | 最佳原著劇本             | 林書宇、蔡宗翰 |
| 第45屆金馬獎         | 最佳剪輯（入圍）         | 陳曉東         |

## 其他版本
《九降風》是台、港、中三位新生代導演的青春三部曲電影計劃，一稿三拍。中國大陸篇是由韓延所執導，片名《攤開你的地圖》；而香港篇是由麥曦茵所執導，片名《烈日當空》。電影於第三十二屆香港國際電影節進行首映，不過當中大陸篇未能同場公映。

## 外部連結
- Yahoo奇摩電影上《九降風》的資料（繁體中文）
- MSN娛樂上《九降風》的資料（繁體中文）

- 開眼電影網上《九降風》的資料（繁體中文）
- 豆瓣电影上《九降風》的資料 （简体中文）
- 时光网上《九降風》的資料（简体中文）
- AllMovie上《九降風》的资料（英文）
- 爛番茄上《九降風》的資料（英文）
- 香港影庫上《九降風》的資料（繁體中文）
- 互联网电影数据库（IMDb）上《九降風》的资料（英文）